# Jonas Rugman
Jonas Rugman (ibland Jonas Rugmann, ursprungligen Jón Jónsson, latiniserat Jonas Jonæ), född den 1 januari 1636 på Rúgstadir i Eyjafjördur i Island, död 24 juli 1679 i Uppsala, var en isländsk-svensk filolog.

## Biografi
Jón Jónsson var son till prästen Jón Gudmundsson och växte upp i en syskonskara på fem barn på gården Rúgstadir på nordöstra Island. Föräldrarna dog när han var omkring fyra år, varefter styvmodern skötte gården. Han gick i skola i Hólar. Möjligen kan han ha relegerats från skolan innan han 22 år gammal 1658 reste i ett danskt handelsfartyg som skulle till Köpenhamn under Karl X Gustavs första danska krig. Med sig på resan hade han handskrifter med historiska berättelser, bland annat Hervors saga och Gautreks saga. Fartyget uppbringades på Skagerack av svenskarna och fördes till Göteborg.
I Göteborg satt då riksdrotsen Per Brahe som ansvarig för krigsmakten i västra Sverige. Denne såg till att Jonas Jonæ skrevs in 1658 på den av Brahe grundade Braheskolan på Visingsö som i Sverige eftersökt isländsktalande. Sannolikt vistades han efter de svensk-danska krigen en tid i Danmark, innan han våren 1662 kom tillbaka till Sverige. Där hjälpte Per Brahe och Magnus Gabriel de la Gardie honom att skriva in sig på Uppsala universitet och bli privatlärare i isländska till den nyligen utsedde professorn i fornkunskap Olof Verelius. Med översättarhjälp av Jonas Rugman, hur omfattande oklar, kunde Verelius 1664 ge ut Gothriciet Rolfi Westrogothiaæ regum Historia (Göthriks och Rolfs Westgötha Kongars Historia på Gammal Götska fordom beskrefwen) och senare andra översatta texter. Verelius tackade i en efterskrift till översättningen av Gutreks saga Rugman "för viktig hjälp". Graden av Rugmans medverkan har diskuterats mellan fackmän. Vissa har ansett att Rugman borde ha stått som medutgivare. Beträffande översättningen av Norlandz Chrönika 1670 synes Rugman varit ensam översättare, trots att hans namn inte nämns i utgåvan. 
År 1665 besökte Rugman Köpenhamn för att anskaffa handskrifter. När Antikvitetskollegium inrättades 1667, förordnades Rugman tillsammans med tre andra studerande att varje sommar besöka Norge och Island för liknande ändamål. Denna plan genomfördes dock inte, huvudsakligen på grund av bristande medel. Han anställdes emellertid som isländsk translator vid kollegiet, och utförde som sådan en del arbete varav dock det mesta kommit att stanna i manuskript. Av trycket utgav han Greinir or þeim gaumlu laugum (1669), innehållande diverse utdrag ur isländska lagar och sagor, en översättning av Snorre Sturlassons Heimskringla med titeln Norlandzchrönika (1670), Mono-syllaba islandica (1676) med mera.
Jonas Rugman gifte sig 1670 med Birgitta Bringia, som var dotter till professor Israel Nilsson Bringius. Paret hade två barn.